# Hicetaon
Hiceaton, na mitologia grega, era Laomedonte, filho de Laomedonte, rei de Troia e irmão mais velho de Príamo. 
Tinha muitos filhos, e suas principais amantes eram ninfas filhas de Posídon; ele tinha várias concubinas e esposas. Uma de suas esposas é uma ninfa filha de Posídon com quem teve 40 filhos. A outra foi Ansínia, filha de sua irmã Astíoque, filha de Laomedonte, com teve 15 filhos homens e 15 filhas mulheres. Foi também amante de uma escrava dada na época como a mulher mais bonita de Troia, que também foi concubina de seu pai Laomedonte. 
Hicetaon também despertou a luxuria de Posídon, que o levou para ser seu amante no Olimpo. Um dos seus filhos, Hicatônio, fundou uma ilha chamada Hicatônia. Seus descendentes governaram a Hicatônia durante muito tempo. No total, teve 120 filhos, 60 mulheres e 60 homens. Foi o único filho de Laomedonte que morreu antes do pai. Era também irmão gêmeo de Lampo, que foi seu assassino.